# Teoria de la probabilitat
La teoria de la probabilitat és la teoria matemàtica que modela els fenòmens aleatoris. Aquests han de contraposar-se als fenòmens determinístics, en els quals el resultat d'un experiment, realitzat sota condicions determinades, produeix un resultat únic o previsible: per exemple, l'aigua escalfada a 100 graus Celsius, a pressió normal, es transforma en vapor. Un fenomen aleatori és aquell que, a pesar que l'experiment es realitzi sota les mateixes condicions determinades, té com a resultats possibles un conjunt d'alternatives, exemples: llançar un dau o una moneda.
Els processos reals que es modelitzen com a processos aleatoris poden no ser-ho realment; igual que llençar una moneda o un dau no són processos aleatoris en sentit estricte, ja que no es reproduïxen exactament les mateixes condicions inicials que ho determinen sinó només unes poques. Els processos reals que es modelitzen mitjançant distribucions de probabilitat corresponen a models complexos on no es coneixen tots els paràmetres que hi intervenen o no són reproduïbles les seves condicions inicials (teoria del caos). Per a simplificar, generalment a aquest tipus de problemes també se'ls considera aleatoris, encara que estrictament parlant no ho siguin. De fet, no és possible predir exactament els resultats dels esdeveniments aleatoris. Tanmateix, si una successió d'esdeveniments individuals, com el llançament de monedes o el llançament de daus, està influïda per altres factors, com la fricció, mostrarà uns certs patrons, que sí que es poden estudiar i predir. Dos resultats matemàtics que descriuen aquests patrons són la llei dels grans nombres i el teorema central del límit.
El 1933, el matemàtic soviètic Andrei Kolmogórov va proposar un sistema d'axiomes per a la teoria de la probabilitat, basat en la teoria de conjunts i en la teoria de la mesura, desenvolupada pocs anys abans per Lebesgue, Borel i Fréchet, entre d'altres.
Aquesta aproximació axiomàtica que generalitza el marc clàssic de la probabilitat, la qual obeïx a la regla de càlcul de casos favorables sobre casos possibles, va permetre la modulació matemàtica de sofisticats fenòmens aleatoris. Actualment, aquests fenòmens troben aplicació en les més variades branques del coneixement, com pot ser la física (on correspon esmentar el desenvolupament de les difusions i el moviment brownià), o les finances (on destaca el model de Black i Scholes per a la valuació d'accions). Com a fonament matemàtic de l'estadística, la teoria de la probabilitat és essencial per a moltes activitats quotidianes que impliquen l'anàlisi quantitativa de grans volums de dades. Els mètodes de la teoria de la probabilitat també es poden aplicar a descripcions de sistemes complexos dels quals només se'n coneix part del seu estat, com en mecànica estadística. Un gran descobriment de la física del segle xx fou la naturalesa probabilística dels fenòmens físics a escala atòmica, descrits mitjançant la mecànica quàntica.

## Història
La teoria matemàtica de la probabilitat té els seus orígens en els intents de Gerolamo Cardano per analitzar els jocs d'atzar en el segle xvi, i en Pierre de Fermat i Blaise Pascal en el segle xvii (per exemple, en l'estudi del "problema dels punts"). Christiaan Huygens va publicar un llibre sobre aquest tema l'any 1657 i durant el segle xix Laplace va realitzar extenses investigacions sobre el que actualment se'n considera la interpretació clàssica.
Inicialment, la teoria de la probabilitat considerava principalment esdeveniments discrets, i els seus mètodes eren principalment combinatoris. Més endavant, les consideracions analítiques van incorporar les contínues a la teoria.
Aquesta evolució va culminar en la teoria de la probabilitat moderna, amb uns fonaments desenvolupats per Andrei Kolmogórov. Kolmogórov va combinar les nocions d'espai mostral, introduït per Richard von Mises, i de teoria de la mesura, i va presentar el seu sistema d'axiomes per a la probabilitat l'any 1933. Ben aviat, aquest sistema va esdevenir el sistema axiomàtic d'ús comú per a la teoria moderna de la probabilitat, però n'existeixen algunes alternatives, en particular l'adopció de l'additivitat finita (en comptes de numerable) de Bruno de Finetti.

## Tractament
La majoria d'introduccions a la teoria de la probabilitat tracten de manera separada les distribucions de probabilitat discretes i les distribucions de probabilitat contínues. El tractament modern de la teoria de la probabilitat, basat en la teoria de la mesura, cobreix el cas discret, el continu, qualsevol combinació dels dos, i més tipus.

### Motivació
Considerem un experiment que pot produir uns certs resultats. El conjunt de tots els resultats s'anomena univers o espai mostral de l'experiment. El conjunt de les parts de l'espai mostral (o, equivalentment, l'espai d'esdeveniments) està format per totes les diferents col·leccions de resultats possibles. Per exemple, en llançar un dau, s'obté 1 d'entre 6 resultats possibles. Una col·lecció de possibles resultats correspon a treure un nombre senar. Així, el subconjunt {1,3,5} és un element del conjunt de les parts de l'univers de llançaments d'un dau. Aquestes col·leccions s'anomenen esdeveniments. En aquest cas, {1,3,5} és l'esdeveniment corresponent al cas en què el dau caigui en un nombre senar. Si els resultats que succeeixen realment cauen dins d'un esdeveniment donat, hom diu que ha succeït l'esdeveniment.
La probabilitat és una manera d'assignar a cada "esdeveniment" un valor entre 0 i 1, amb el requisit de què l'esdeveniment format per tots els resultats possibles (en l'exemple, l'esdeveniment {1,2,3,4,5,6}) tingui assignat un valor d'1. Per tal que la funció es pugui considerar com una distribució de probabilitat, l'assignació de valors ha de satisfer la condició que, si hom considera una col·lecció d'esdeveniments mútuament excloents (esdeveniments que no tenen cap resultat en comú; per exemple, els esdeveniments {1,6}, {3} i {2,4} són tots mútuament excloents), llavors la probabilitat que succeeixi un dels esdeveniments sigui la suma de les probabilitats dels esdeveniments individuals.
La probabilitat que succeeixi algun dels esdeveniments {1,6}, {3} o {2,4} és 5/6. Això és el mateix que dir que la probabilitat de l'esdeveniment {1,2,3,4,6} és 5/6. Aquest esdeveniment representa la possibilitat d'obtenir qualsevol nombre menys el 5. L'esdeveniment mútuament excloent {5} té una probabilitat d'1/6, i l'esdeveniment {1,2,3,4,5,6} té una probabilitat d'1, és a dir, la certesa absoluta.

### Distribucions de probabilitat discretes

La distribució de Poisson, una distribució de probabilitat discreta

La teoria de la probabilitat discreta estudia esdeveniments que succeeixen en espais mostrals numerables. Per exemple, llançar daus, experiments amb baralles de cartes, camins aleatoris i llançament de monedes.

#### Definició clàssica
Originalment, la probabilitat que succeís un esdeveniment estava definida com el quocient entre el nombre de casos favorables per a l'esdeveniment dividit entre el nombre total de casos possibles en un espai mostral equiprobable.
Per exemple, si l'esdeveniment és "aparició d'un nombre parell quan es llança un dau", la probabilitat ve donada per {\displaystyle {\tfrac {3}{6}}={\tfrac {1}{2}}}, ja que 3 de les 6 cares del dau tenen nombres parells, i totes les cares tenen la mateixa probabilitat d'aparèixer.

#### Definició moderna
La definició moderna comença amb un conjunt finit o numerable, anomenat l'espai mostral, que representa el conjunt de tots els possibles resultats en sentit clàssic, denotat per {\displaystyle \Omega }. Llavors es fa la hipòtesi que, per a cada element {\displaystyle x\in \Omega \,}, es pot assignar un valor de "probabilitat" intrínsec {\displaystyle f(x)\,}, que satisfà les següents propietats:
1. {\displaystyle f(x)\in [0,1]{\mbox{ per a tot }}x\in \Omega };
2. {\displaystyle \sum _{x\in \Omega }f(x)=1}.

És a dir, la funció de probabilitat f(x) pren valors entre 0 i 1 per a qualsevol valor de x de l'espai mostral Ω, i la suma de f(x) sobre tots els valors x de l'espai mostral Ω és igual a 1. Es defineix un esdeveniment com a qualsevol subconjunt {\displaystyle E\,} de l'espai mostral {\displaystyle \Omega \,}. La probabilitat de l'esdeveniment {\displaystyle E\,} és, llavors:
{\displaystyle P(E)=\sum _{x\in E}f(x)}.
Per tant, la probabilitat de l'espai mostral total és 1, i la probabilitat de l'esdeveniment nul és 0.
Hom diu que la funció {\displaystyle f(x)}, que assigna un valor de "probabilitat" a cada punt de l'espai mostral, és una funció de probabilitat (o funció de massa de probabilitat, abreujat fmp). La definició moderna no intenta respondre com es construeixen les funcions de probabilitat; en canvi, construeix una teoria que assumeix la seva existència.

### Distribucions de probabilitat contínues

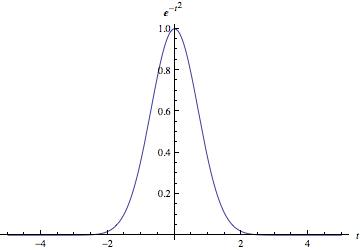
La distribució normal, una distribució de probabilitat contínua

La teoria de probabilitat contínua tracta els esdeveniments que apareixen en un espai mostral continu.

#### Definició clàssica
La definició clàssica ja no és vàlida quan s'intenta aplicar al cas continu. Aquesta dificultat es coneix com a paradoxa de Bertrand.

#### Definició moderna
Si l'espai de resultats d'una variable aleatòria X és el conjunt dels nombres reals ({\displaystyle \mathbb {R} }) o un subconjunt d'ells, llavors existeix una funció anomenada funció de distribució acumulada (o fda) {\displaystyle F}, definida per {\displaystyle F(x)=P(X\leq x)}. És a dir, F(x) retorna la probabilitat que X sigui més petita o igual a x.
La fda ha de satisfer, necessàriament, les següents propietats:
1. {\displaystyle F} és una funció monòtona no decreixent i contínua per la dreta;
2. {\displaystyle \lim _{x\rightarrow -\infty }F(x)=0};
3. {\displaystyle \lim _{x\rightarrow \infty }F(x)=1}.

Si {\displaystyle F} és absolutament contínua, és a dir, existeix la derivada, i el fet d'integrar la derivada ens dona de nou la fda, llavors hom diu que la variable aleatòriaX té una funció de densitat de probabilitat o fdp {\displaystyle f(x)={\frac {dF(x)}{dx}}}.
Donat un conjunt {\displaystyle E\subseteq \mathbb {R} }, la probabilitat que la variable aleatòria X estigui a {\displaystyle E} és
{\displaystyle P(X\in E)=\int _{x\in E}dF(x)}.
En el cas que existeixi la funció de densitat de probabilitat, aquesta funció es pot escriure com
{\displaystyle P(X\in E)=\int _{x\in E}f(x)\,dx}.
Mentre que la fdp només existeix per a variables aleatòries contínues, la fda existeix per a qualsevol variable aleatòria (fins i tot si és discreta) que prengui valors a {\displaystyle \mathbb {R} }.
Aquests conceptes es poden generalitzar per als casos multidimensionals sobre {\displaystyle \mathbb {R} ^{n}} i altres espais mostrals continus.

### Teoria de la probabilitat i teoria de la mesura
La motivació del tractament de la teoria de la probabilitat des del punt de vista de la teoria de la mesura és que unifica els casos discret i continu, i deixa la diferència entre aquests dos casos en el tipus de mesura que s'utilitzi. Addicionalment, contempla distribucions que no són ni discretes ni contínues ni combinacions de totes dues.
Un exemple d'aquest tipus de distribucions podria ser una combinació de distribucions discretes i contínues: per exemple, una variable aleatòria que sigui 0 amb probabilitat 1/2, i que prengui un valor aleatori d'una distribució normal amb probabilitat 1/2. Aquesta variable aleatòria es pot estudiar si es considera que té una fdp de {\displaystyle (\delta [x]+\varphi (x))/2}, on {\displaystyle \delta [x]} és la funció delta de Dirac.

Funció de distribució acumulada per a la distribució de Cantor

Altres distribucions no tenen per què ser una combinació, com per exemple la distribució de Cantor, que no té cap probabilitat positiva a cap punt, i tampoc no té una densitat. L'aproximació moderna a la teoria de la probabilitat resol aquests problemes mitjala teoria de la mesura per definir l'espai de probabilitat:
Donats un conjunt qualsevol {\displaystyle \Omega } (també anomenat espai mostral), i una σ-àlgebra {\displaystyle {\mathcal {F}}} sobre el conjunt, es diu que una mesura {\displaystyle P} definida sobre {\displaystyle {\mathcal {F}}} és una mesura de probabilitat si {\displaystyle P(\Omega )=1}.
Si {\displaystyle {\mathcal {F}}\,} és la σ-àlgebra de Borel sobre el conjunt dels nombres reals, llavors existeix una única mesura de probabilitat sobre {\displaystyle {\mathcal {F}}} per a qualsevol fda, i viceversa. Aquesta mesura corresponent a una fda es diu que està induïda per la fda. Aquesta mesura coincideix amb la fmp per a variables discretes i amb la fdp per a variables contínues, fent així que aquest enfocament des de la teoria de la mesura unifiqui els dos vessants.
La probabilitat d'un conjunt {\displaystyle E} en la σ-àlgebra {\displaystyle {\mathcal {F}}} es defineix com:
{\displaystyle P(E)=\int _{\omega \in E}\mu _{\mathcal {F}}(d\omega )}
on la integració és respecte de la mesura {\displaystyle \mu _{\mathcal {F}}} induïda per {\displaystyle {\mathcal {F}}}.
A més de proporcionar una millor comprensió i unificació de les probabilitats discretes i contínues, el tractament des de la teoria de la mesura permet treballar amb probabilitats fora de {\displaystyle \mathbb {R} ^{n}}, com en la teoria de processos estocàstics. Per exemple, per estudiar el moviment brownià, es defineix la probabilitat sobre un espai de funcions.
Quan resulta convenient treballar amb una mesura dominant, el teorema de Radon-Nikodym s'utilitza per definir una densitat com la derivada de Radon-Nikodym de la distribució de probabilitat d'interès respecte d'aquesta mesura dominant. Les densitats discretes s'acostumen a definir com aquesta derivada respecte d'una mesura que compta sobre el conjunt de tots els possibles resultats. Les densitats per a distribucions absolutament contínues s'acostumen a definir com aquesta derivada respecte de la mesura de Lebesgue. Si es pot demostrar un teorema en aquest marc general, també és cert per a distribucions contínues, discretes i d'altres tipus; no cal desenvolupar demostracions separades per a distribucions discretes i per a distribucions contínues.

## Distribucions de probabilitat clàssiques
Algunes variables aleatòries són freqüents en la teoria de la probabilitat, perquè descriuen molt bé molts fenòmens naturals o físics. Així, aquestes distribucions tenen una importància especial en teoria de la probabilitat. Algunes distribucions discretes fonamentals són la uniforme discreta, la distribució de Bernoulli, la binomial, la binomial negativa, la distribució de Poisson i la distribució geomètrica. Algunes distribucions contínues són la uniforme contínua, la distribució normal, l'exponencial, i les distribucions gamma i beta.

## Convergència de variables aleatòries
En teoria de la probabilitat, hi ha diverses nocions de convergència de variables aleatòries. A continuació s'enuncien en ordre, de més feble a més forta; és a dir, una noció de convergència implica les anteriors: 
1. Convergència en distribució o llei (la més feble de totes): una successió de variables {\displaystyle X_{1},X_{2},\dots ,} convergeix en distribució o llei a una variable aleatòria {\displaystyle X} si les seves funcions de distribució acumulades {\displaystyle F_{1},F_{2},\dots } convergeixen a la funció de distribució acumulada {\displaystyle F} de {\displaystyle X}, allà on {\displaystyle F\,} sigui contínua. La convergència dèbil també s'anomena convergència en distribució.
De manera abreujada, {\displaystyle \displaystyle X_{n}\,{\xrightarrow {\overset {}{\mathcal {D}}}}\,X}
2. Convergència en probabilitat: hom diu que la successió de variables aleatòries {\displaystyle X_{1},X_{2},\dots } convergeix a la variable aleatòria {\displaystyle X\,} en probabilitat si {\displaystyle \lim _{n\rightarrow \infty }P\left(\left|X_{n}-X\right|\geq \varepsilon \right)=0} per a tot ε > 0.
De manera abreujada, {\displaystyle \displaystyle X_{n}\,{\xrightarrow {\overset {}{P}}}\,X}
3. Convergència quasi segura (la més forta de totes): hom diu que la successió de variables aleatòries {\displaystyle X_{1},X_{2},\dots \,} convergeix a la variable aleatòria {\displaystyle X\,} quasi segurament si {\displaystyle P(\lim _{n\rightarrow \infty }X_{n}=X)=1}..
De manera abreujada, {\displaystyle \displaystyle X_{n}\,\xrightarrow {\overset {}{\mathrm {q.s.} }} \,X}

Com indiquen els noms, la convergència en distribució és més feble que la convergència quasi segura. De fet, la convergència quasi segura implica la convergència en probabilitat, i la convergència en probabilitat implica la convergència en distribució. Els recíprocs no són certs en general.

### Llei dels grans nombres
La intuïció suggereix que si es llança diverses vegades una moneda equilibrada, llavors aproximadament la meitat dels cops sortirà cara, i l'altra meitat sortirà creu. És més, com més vegades es llanci la moneda, més s'aproximarà la proporció de cares a la de creus. La teoria de la probabilitat moderna proporciona una versió formal d'aquesta idea intuïtiva, coneguda com a llei dels grans nombres. Aquesta llei és interessant perquè no s'assumeix a partir dels fonaments de la teoria de la probabilitat, sinó que sorgeix d'aquests fonaments com a teorema. Com que relaciona les probabilitats derivades teòricament amb la seva freqüència real en els experiments, la llei dels grans nombres es considera un pilar de la història de la teoria estadística, i té una influència en diverses àrees de la ciència.
La llei dels grans nombres afirma que la mitjana mostral
{\displaystyle {\overline {X}}_{n}={\frac {1}{n}}{\sum _{k=1}^{n}X_{k}}}
d'una successió de variables aleatòries independents i idènticament distribuïdes {\displaystyle X_{k}} convergeix cap a la seva esperança comuna {\displaystyle \mu }, sempre que l'esperança de {\displaystyle |X_{k}|} sigui finita.
Existeixen diferents versions de la llei dels grans nombres, en funció de les diferents formes de convergència de variables aleatòries:
1. Llei feble: {\displaystyle \displaystyle {\overline {X}}_{n}\,{\xrightarrow {\overset {}{P}}}\,\mu } per {\displaystyle n\to \infty }.
2. Llei forta: {\displaystyle \displaystyle {\overline {X}}_{n}\,\xrightarrow {\text{q.s.}} \,\mu } per {\displaystyle n\to \infty }.

Una conseqüència de la llei dels grans nombres és que, si un esdeveniment de probabilitat p s'observa repetidament en una successió d'experiments independents, llavors el quocient de la freqüència observada respecte del nombre total de repeticions convergeix a p.
Per exemple, si {\displaystyle Y_{1},Y_{2},...} són variables aleatòries de Bernoulli independents que prenen valor 1 amb probabilitat p i valor 0 amb probabilitat (1 - p), llavors {\displaystyle \operatorname {E} (Y_{i})=p} per a tot i, de tal manera que {\displaystyle {\bar {Y}}_{n}} convergeix a p de manera gairebé segura.

### Teorema del límit central
Segons David Williams, el teorema del límit central és un dels grans resultats de les matemàtiques. Explica la ubiqüitat de la distribució normal en la natura.
El teorema afirma que la mitjana d'una col·lecció de moltes variables aleatòries independents i idènticament distribuïdes amb variància finita tendeix a una distribució normal independentment de la distribució seguida per les variables aleatòries originals. Formalment, siguin {\displaystyle X_{1},X_{2},\dots } variables aleatòries independents amb mitjana {\displaystyle \mu _{\,}} i variància {\displaystyle \sigma ^{2}>0}. Llavors la successió de variables aleatòries
{\displaystyle Z_{n}={\frac {\sum _{i=1}^{n}(X_{i}-\mu )}{\sigma {\sqrt {n}}}}}
convergeix en distribució cap a una variable aleatòria normal estàndard {\displaystyle {\mathcal {N}}(0,1)}.